# Savigné
Savigné é uma comuna francesa na região administrativa da Nova Aquitânia, no departamento de Vienne. Estende-se por uma área de 36,35 km². Em 2010 a comuna tinha 1 358 habitantes (densidade: 37,4 hab./km²).